# Copa Hermandad
La Copa Hermandad fue un torneo organizado por la Liga del Interior (asociación disidente de AFA con el objetivo de "federalizar" el fútbol) de edición única. Con la intención y suborganización de Amadeo Nucetelli, presidente de Talleres de Córdoba, de organizar junto con los clubes dispuestos a participar, dicho certamen para competir entre ellos y obtener así un campeón entre los 8 participantes.  
Fue clave para la posterior federalización de los torneos de AFA.Aunque en esta ocasión, no posee la misma validez ya que el torneo en disputa, lo organizaron los clubes y no la entidad más importante, AFA.
Se consagró campeón el Club Atlético Talleres de Córdoba, al vencer por 2 a 0 al Club Sportivo Independiente Rivadavia en la final.

## Sistema de disputa
Los participantes se dividieron en dos grupos de 4 y jugaron en dos sedes: Córdoba para la Zona 1 y Mendoza para la Zona 2. Luego, los dos primeros de cada grupo avanzaron a la etapa de Semifinales y Final, que se disputaron a único partido en Córdoba. El torneo contaba con la característica de que aquel equipo que ganara por dos o más goles se acreditaba un punto extra, modalidad que luego fue adoptada con variantes en algunos países.

## Equipos participantes
| Equipo                  | Provincia |
| ----------------------- | --------- |
| Desamparados            | San Juan  |
| Gimnasia y Esgrima      | Mendoza   |
| Gimnasia y Esgrima      | Jujuy     |
| Godoy Cruz              | Mendoza   |
| Independiente Rivadavia | Mendoza   |
| Instituto               | Córdoba   |
| San Martín              | Tucumán   |
| Talleres                | Córdoba   |

## Fase de grupos

### Grupo 1
| Equipo                 | Pts. | PJ | PG | PE | PP | GF | GC | DG |
| ---------------------- | ---- | -- | -- | -- | -- | -- | -- | -- |
| Talleres               | 9    | 3  | 3  | 0  | 0  | 9  | 1  | 8  |
| Gimnasia y Esgrima (J) | 3    | 3  | 1  | 1  | 1  | 3  | 5  | −2 |
| Instituto              | 2    | 3  | 0  | 1  | 2  | 3  | 5  | −2 |
| Godoy Cruz             | 1    | 3  | 0  | 1  | 2  | 2  | 6  | −4 |

|  | Clasificado a la fase final. |

### Grupo 2
| Equipo                  | Pts. | PJ | PG | PE | PP | GF | GC | DG |
| ----------------------- | ---- | -- | -- | -- | -- | -- | -- | -- |
| Independiente Rivadavia | 9    | 3  | 3  | 0  | 0  | 4  | 0  | 4  |
| Desamparados            | 3    | 3  | 1  | 1  | 1  | 4  | 4  | 0  |
| San Martín (T)          | 2    | 3  | 1  | 0  | 2  | 3  | 4  | −1 |
| Gimnasia y Esgrima (M)  | 1    | 3  | 0  | 1  | 2  | 2  | 5  | −3 |

|  | Clasificado a la fase final. |

## Fase final

### Cuadro de desarrollo
|  | Semifinales             | Semifinales             | Semifinales             |                         |          | Final    | Final | Final |  |
|  |                         |                         |                         |                         |          |          |       |       |  |
|  |                         |                         |                         |                         |          |          |       |       |  |
|  | Talleres                | Talleres                | 5                       |                         |          |          |       |       |  |
|  | Talleres                | Talleres                | 5                       |                         |          |          |       |       |  |
|  | Desamparados            | Desamparados            | 0                       |                         |          |          |       |       |  |
|  | Desamparados            | Desamparados            | 0                       |                         | Talleres | Talleres | 2     |       |  |
|  |                         |                         |                         |                         | Talleres | Talleres | 2     |       |  |
|  |                         |                         | Independiente Rivadavia | Independiente Rivadavia | 0        |          |       |       |  |
|  | Independiente Rivadavia | Independiente Rivadavia | Independiente Rivadavia | Independiente Rivadavia | 0        | 1        |       |       |  |
|  | Independiente Rivadavia | Independiente Rivadavia |                         |                         |          | 1        |       |       |  |
|  | Gimnasia y Esgrima (J)  | Gimnasia y Esgrima (J)  | 0                       |                         |          |          |       |       |  |
|  | Gimnasia y Esgrima (J)  | Gimnasia y Esgrima (J)  | 0                       |                         |          |          |       |       |  |
|  |                         |                         |                         |                         |          |          |       |       |  |

### Semifinales
| 6 de marzo de 1977 | Talleres | 5:0 | Desamparados | La Boutique, Córdoba |  |

| 6 de marzo de 1977 | Independiente Rivadavia | 1:0 | Gimnasia y Esgrima (J) | La Boutique, Córdoba |  |

### Final
| 8 de marzo de 1977 | Talleres          | 2:0 | Independiente Rivadavia | La Boutique, Córdoba |  |
|                    | Ramallo · Ludueña |     |                         |                      |  |